# 16209 Стернер
16209 Стернер (16209 Sterner) — астероїд головного поясу, відкритий 4 лютого 2000 року.
Тіссеранів параметр щодо Юпітера — 3,492.